# 刈谷市富士松図書館

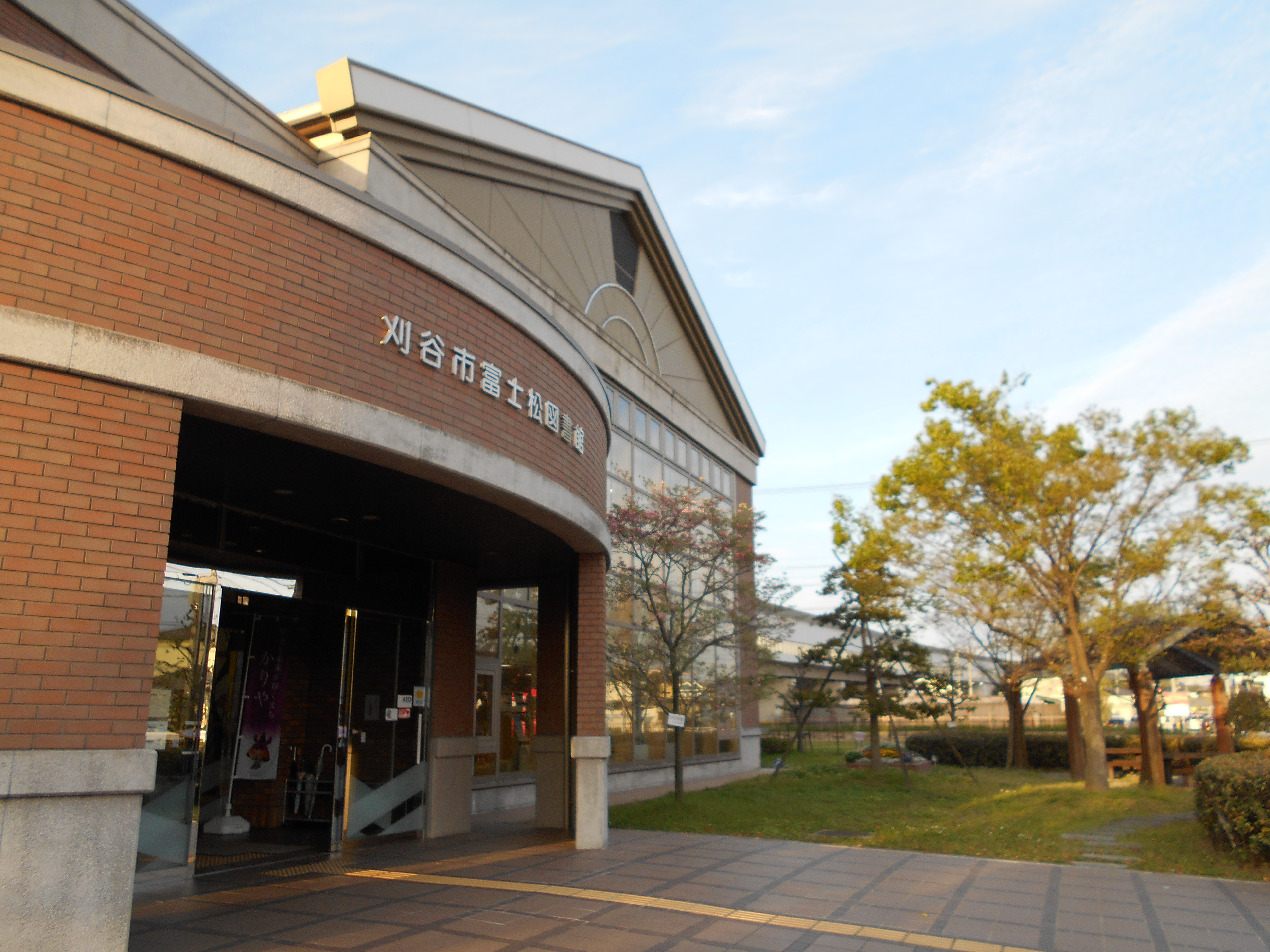
3館目の図書館である刈谷市富士松図書館

刈谷市富士松図書館（かりやしふじまつとしょかん）は、愛知県刈谷市東境町神田32番地2にある公共図書館。刈谷市中央図書館、刈谷市城町図書館、刈谷市富士松図書館の3館からなる刈谷市図書館のひとつである。

## 歴史
1984年（昭和59年）4月15日には刈谷市役所富士松支所跡に富士松市民センターが開館し、2階には児童書4,700冊・一般書約1,500冊の公民館図書室が設置された。1990年（平成2年）5月3日には住吉町に刈谷市中央図書館が開館、それまでの刈谷市立刈谷図書館は城町分館に改称した。
刈谷市の自治体域は南北に細長い形状をしているが、中央図書館と城町分館はいずれも刈谷市中部にあり、刈谷市北部の住民からは「3番目の図書館を北部に」と図書館建設の強い要望があった。1998年度には東境町の刈谷市立富士松北幼稚園跡地に図書館の新設を決定し、刈谷市市制施行50周年記念事業の一つとして建設された。
1999年（平成11年）6月には刈谷市富士松図書館の建設工事が着工され、2000年（平成12年）5月5日には北部の東境町に刈谷市富士松図書館が開館した。富士松図書館の開館に先立って、2000年（平成12年）4月には城町分館を刈谷市城町図書館に改称している。建設費は図書や什器も含めて約5億2200万円。

## 施設
| 富士松図書館のフロア案内 | 富士松図書館のフロア案内 | 富士松図書館のフロア案内                     |
| ------------------------ | ------------------------ | -------------------------------------------- |
| 1階                      | 853 m2                   | 一般閲覧室、ブラウジングコーナー、対面朗読室 |
| 2階                      | 707 m2                   | 児童閲覧室、おはなしの部屋、学習室、会議室   |

富士松図書館の設計は丹羽英二建築事務所であり、丹羽英二建築事務所は名古屋市守山図書館（1971年（昭和46年））、名古屋市鶴舞中央図書館（1981年（昭和56年））、長久手市中央図書館（1992年（平成4年））などの図書館建築も手掛けている。富士松図書館は鉄筋コンクリート造2階建の建物であり、蔵書収容能力は66,000冊である。延床面積は1,560.02m2である。1階には一般閲覧室、新聞雑誌コーナー、CD・AVコーナーなどがあり、2階には児童閲覧室、お話の部屋、学習室などがある。エントランスホールには刈谷市の花であるカキツバタを描いたステンドグラスがある。すぐ北側を伊勢湾岸自動車道が通っているため、窓には二重ガラスを用いるなどして防音に配慮している。

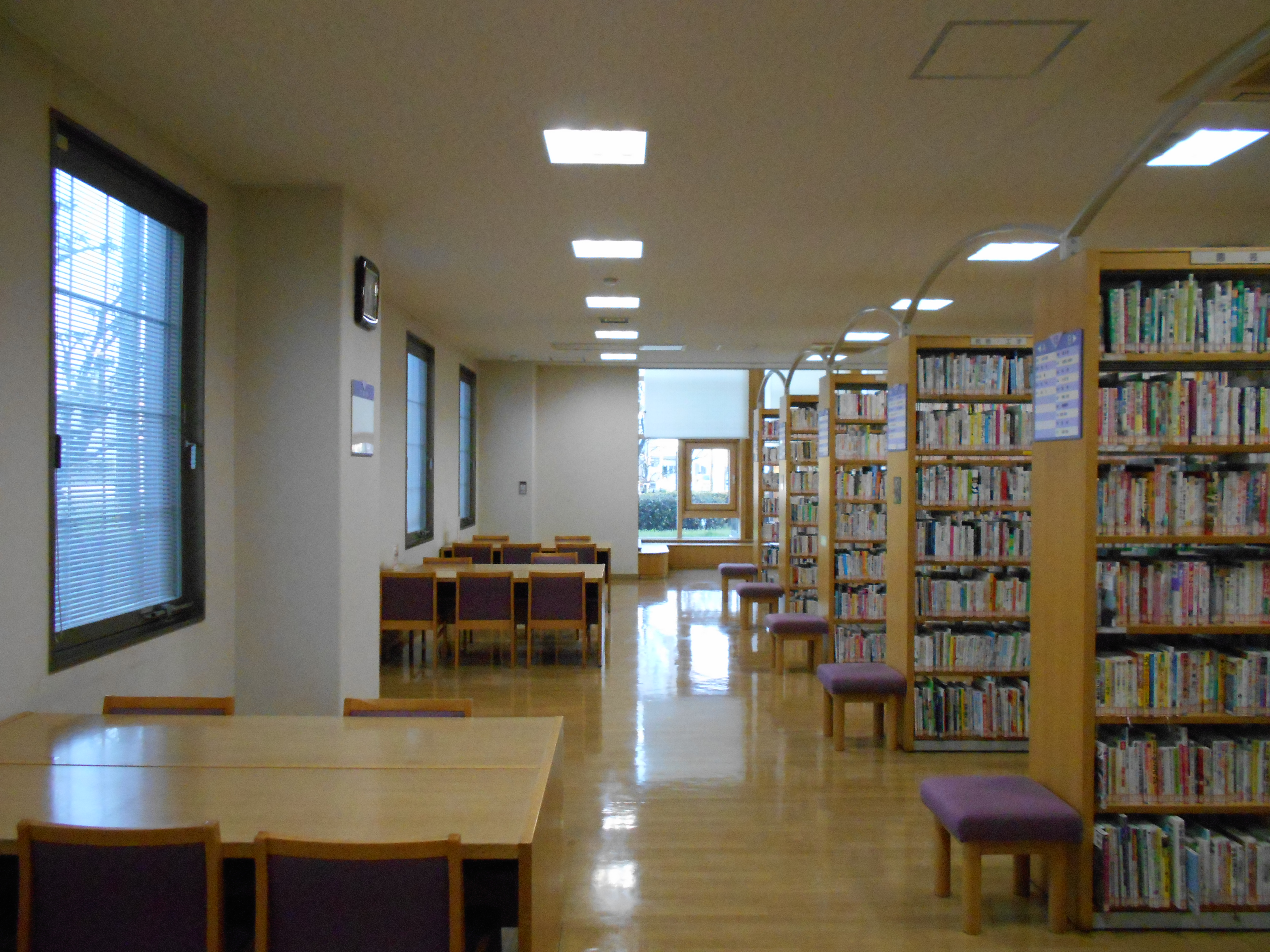
一般書フロアの書架と閲覧席
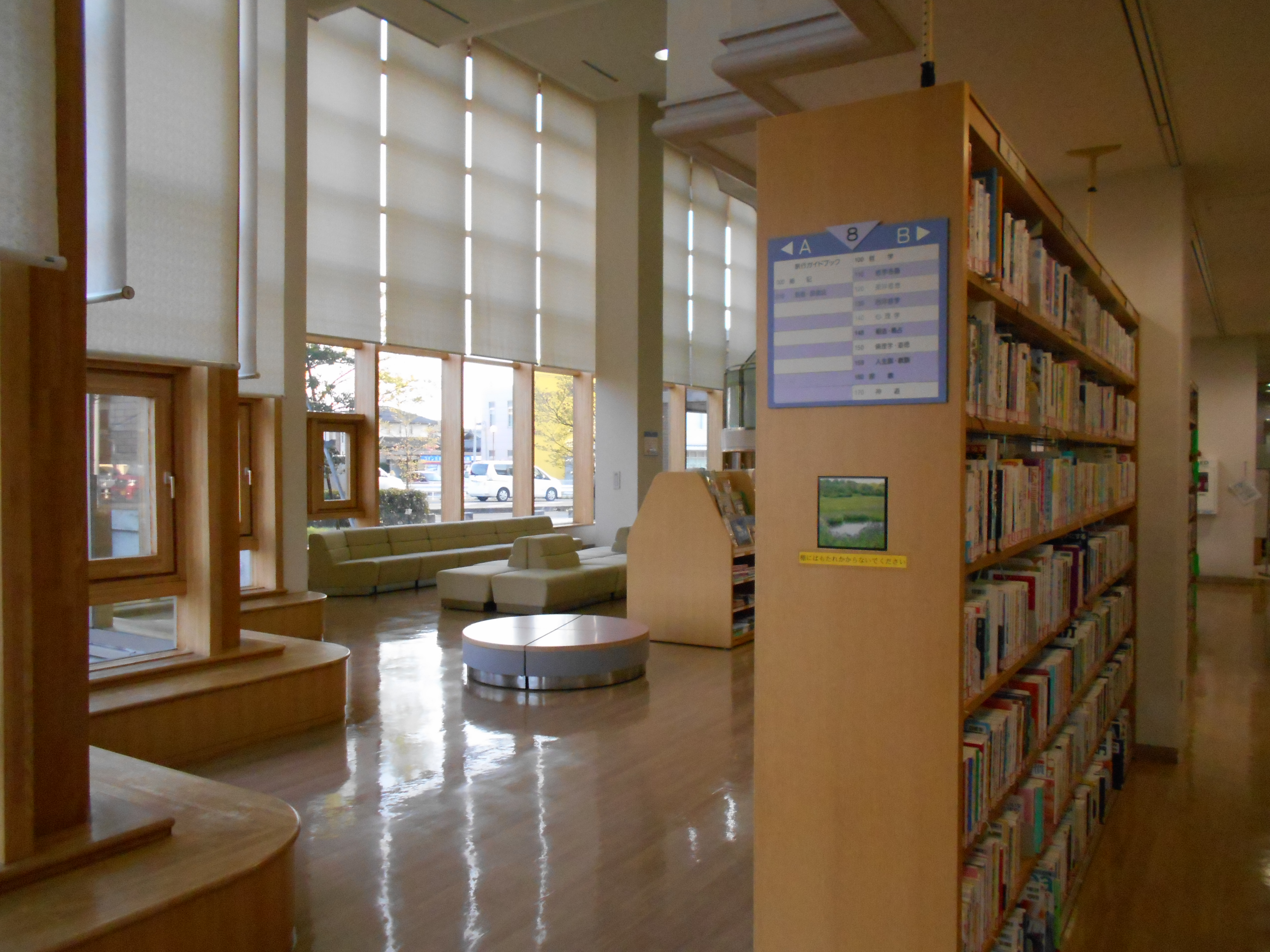
一般書フロアの雑誌コーナー
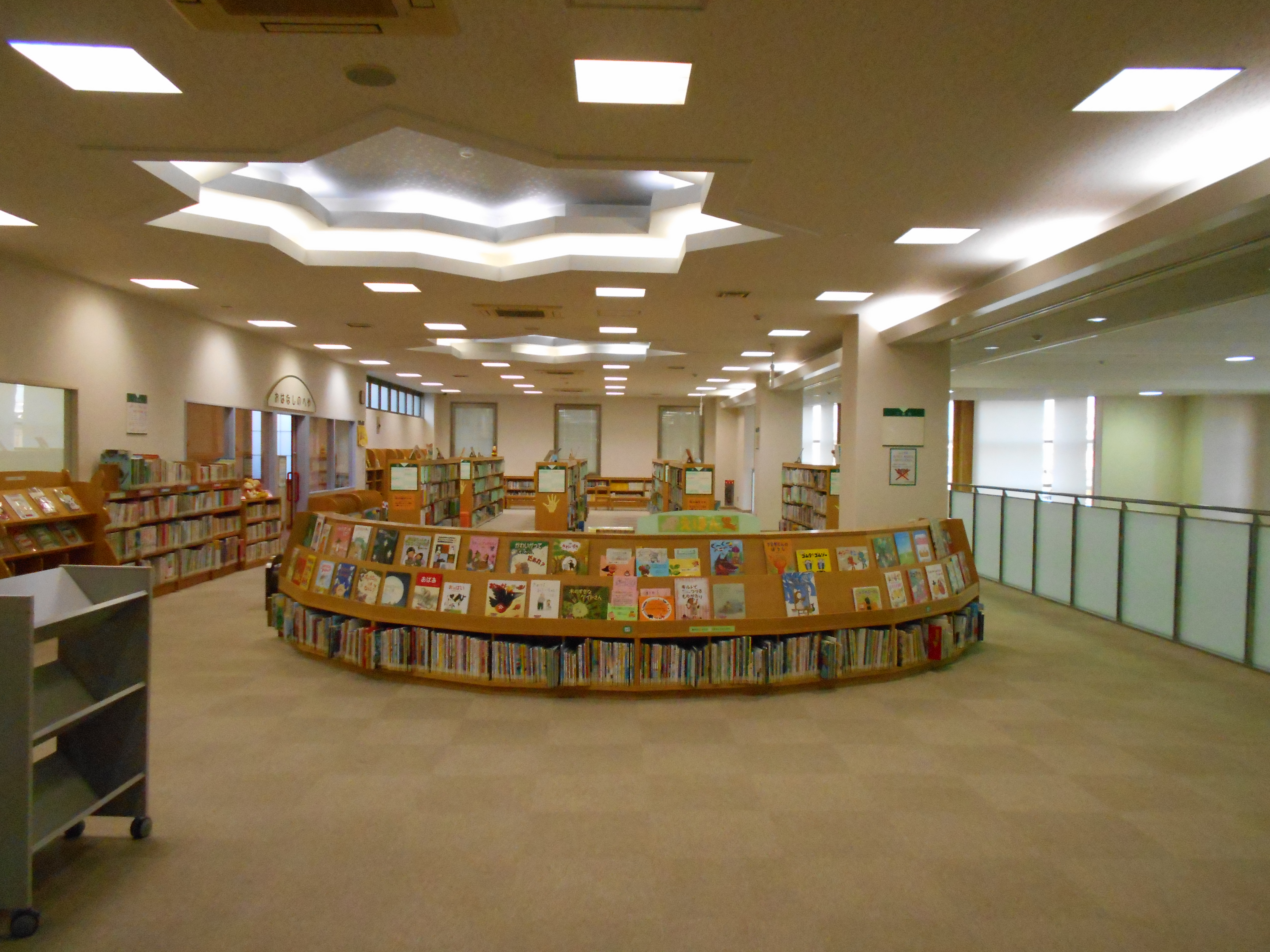
児童書フロア
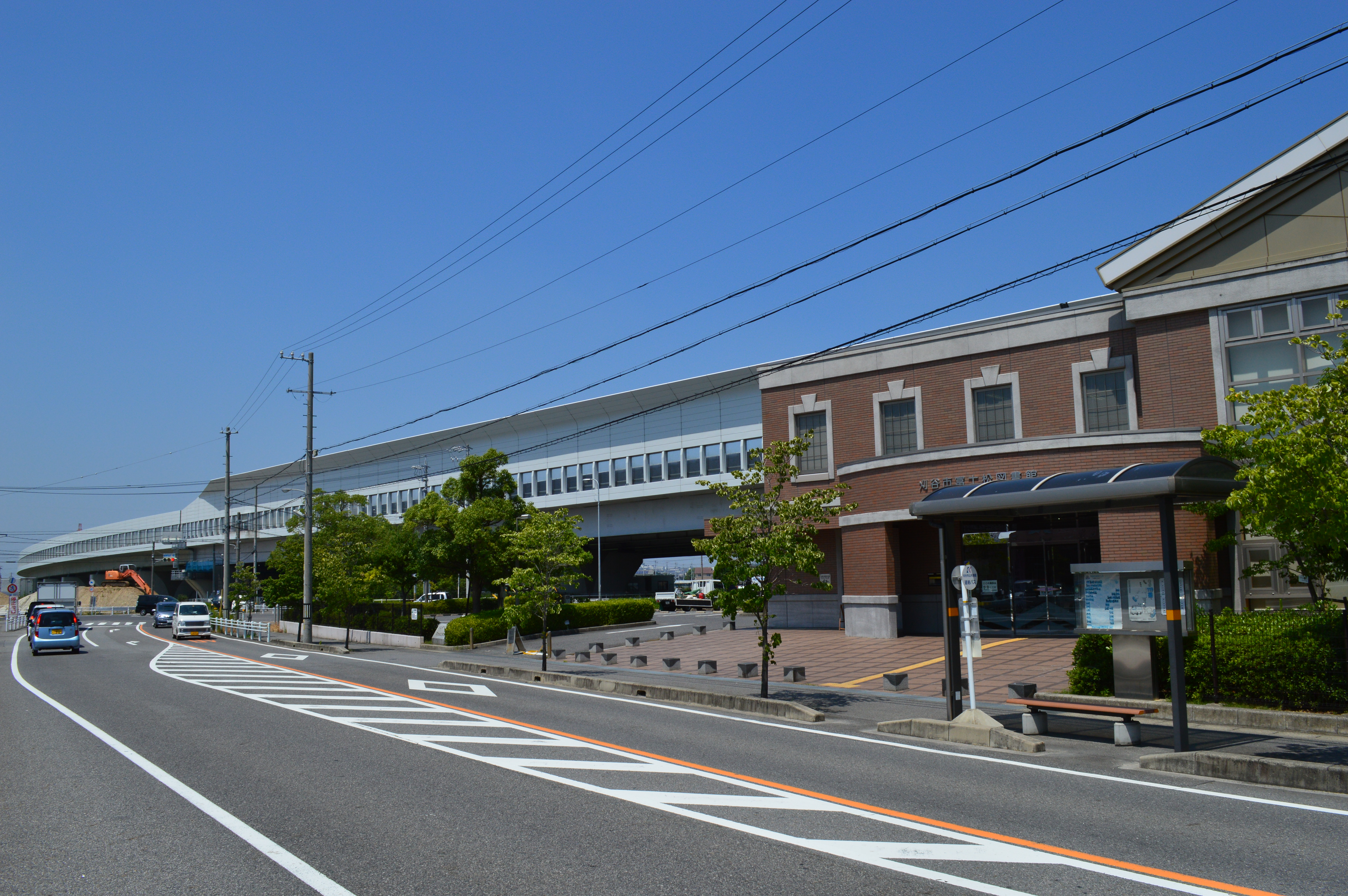
図書館の建物と伊勢湾岸自動車道

## 利用案内
| 開館時間   | 中央図書館 : 9時-19時（4月-9月の平日）、9時-18時（10月-3月の平日）、9時-18時（土日・祝日） |
| 開館時間   | 分館 : 10時-18時                                                                           |
| 休館日     | 月曜日、祝日の翌日、年末年始、毎週第4金曜日、特別整理日                                    |
| 貸出対象者 | 衣浦東部広域行政圏（刈谷市・安城市・高浜市・知立市・碧南市）の在住・在学・在勤者           |
| 貸出対象者 | 衣浦定住自立圏（刈谷市・知立市・高浜市・知多郡東浦町）の在住・在学・在勤者                 |
| 貸出冊数   | 10点まで、ただし視聴覚資料は1点まで                                                        |
| 貸出期間   | 14日間                                                                                     |

1995年（平成7年）度には衣浦東部広域行政圏（刈谷市・安城市・高浜市・知立市・碧南市）の在住・在勤・在学者への貸出を開始した。また、開館時間を延長し、貸出冊数を10冊に拡大した。
2011年（平成23年）には刈谷市・知立市・高浜市・知多郡東浦町の3市1町で定住自立圏協定を締結し、東浦町の在住・在学・在勤者にも広域貸出を拡大している。